# The Tuttles of Tahiti
The Tuttles of Tahiti is een Amerikaanse filmkomedie uit 1942 onder regie van Charles Vidor.

## Verhaal
Chester Tuttle keert na jaren terug naar het eiland Tahiti. Zijn familieleden spenderen er hun geld nog altijd liever aan hanengevechten dan aan schulden aflossen. Ze moeten daarom vaak geld lenen bij dokter Blondin. Chester heeft echter een indrukwekkende vechthaan meegebracht uit San Francisco.

## Rolverdeling
| Acteur                   | Personage   |
| ------------------------ | ----------- |
| Charles Laughton         | Jonas       |
| Jon Hall                 | Chester     |
| Peggy Drake              | Tamara      |
| Victor Francen           | Dr. Blondin |
| Gene Reynolds            | Ru          |
| Florence Bates           | Emily       |
| Curt Bois                | Jensen      |
| Adeline De Walt Reynolds | Mama Ruau   |
| Mala                     | Nat         |
| Leonard Sues             | Fana        |
| Jody Gilbert             | Effie       |
| Tommy Cook               | Riki        |
| Jack Carr                | Rapoti      |
| Jimmy Ames               | Manu        |
| Ernie Adams              | Paki        |